# Александр Завадський
Александр Завадський (пол. Aleksander Zawadzki, 16 грудня 1899, Бендзин, Російська імперія — 7 серпня 1964, Варшава, Польща) — польський державний діяч, Голова Державної ради Польської Народної Республіки в 1952—1964 роках.

## Біографія
З 1915 — робочий у сільському господарстві, потім в металургії і шахтах. В 1922 став членом Комуністичного союзу молоді Польщі (КСМП), з 1923 — член Комуністичної партії Польщі. За свою революційну діяльність був неодноразово арештований і провів у в'язниці понад 11 років.
З 1939 — в СРСР, брав участь в організації Спілки польських патріотів і Війська Польського. В 1944–1945 — начальник штабу партизан в Польщі і заступник командувача Війська Польського з політичної частини.
Після закінчення Другої світової війни в 1945–1948 — уповноважений уряду в Сілезії, потім — воєвода Домбровсько-Сілезского воєводства. З грудня 1948 — член ЦК і Політбюро ЦК Польської об'єднаної робітничої партії (ПОРП). В 1949–1952 — заступник голови Ради Міністрів.
20 листопада 1952 став Головою Державної ради Польської народної Республіки і зберіг за собою цей пост до своєї смерті 7 серпня 1964.
Похований на варшавському кладовищі Військові Повонзки.

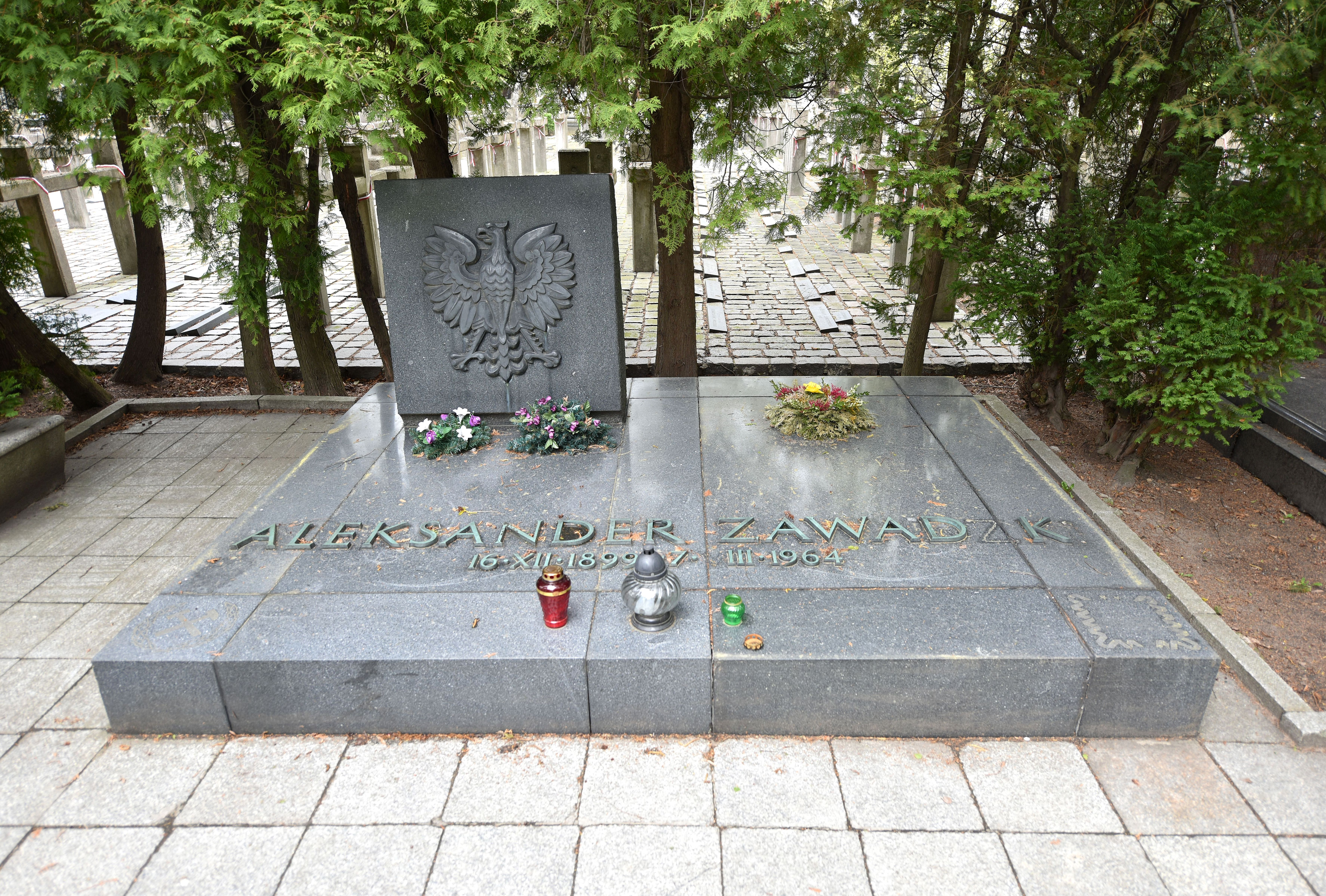
Місце поховання, кладовище Військові Повонзки, Варшава